# Михалевка (Ельнинский район)
Михалевка — деревня  в  Смоленской области России,  в Ельнинском районе. Население – 2 жителя (2007 год)   Расположена в юго-восточной части области  в 17  км к юго-востоку от города Ельня,  в 3 км к северо-востоку от  автодороги Р96 Новоалександровский(А101)- Спас-Деменск — Ельня — Починок, на берегу реки Угра. В 1 км к юго-востоку от деревни железнодорожная станция Коробец на линии Смоленск  - Сухиничи. Входит в состав Коробецкого сельского поселения.

## История
В 1941 году в районе деревни шли ожесточённые бои, здесь был выброшен немецкий десант.